# Infrared Roses
Albums de Grateful Dead
One from the Vault
(1991) Two from the Vault
(1992)
Infrared Roses est un album live du Grateful Dead sorti en 1991.
Il s'agit d'une compilation d'extraits des passages d'improvisation qui prenaient systématiquement place durant la deuxième partie de leurs concerts, après un solo de batterie. L'album ne contient donc aucune chanson à proprement parler.

## Titres
| 1.    | Crowd Sculpture                      | Bob Bralove (en)                                                                                       | 2:21 |
| 2.    | Parallelogram                        | Mickey Hart, Bill Kreutzmann                                                                           | 5:06 |
| 3.    | Little Nemo in Nightland             | Bob Bralove, Jerry Garcia, Phil Lesh, Bob Weir                                                         | 6:16 |
| 4.    | Riverside Rhapsody                   | Jerry Garcia, Mickey Hart, Bill Kreutzmann, Phil Lesh, Brent Mydland, Bob Weir                         | 3:55 |
| 5.    | Post-Modern Highrise Table Top Stomp | Jerry Garcia, Willie Green III, Mickey Hart, Bill Kreutzmann, Phil Lesh, Brent Mydland, Bob Weir       | 4:23 |
| 6.    | Infrared Roses                       | Bob Bralove, Jerry Garcia, Phil Lesh, Brent Mydland, Bob Weir                                          | 5:36 |
| 7.    | Silver Apples of the Moon            | Bruce Hornsby, Vince Welnick                                                                           | 5:41 |
| 8.    | Speaking in Swords                   | Bob Bralove, Mickey Hart, Bill Kreutzmann                                                              | 3:29 |
| 9.    | Magnesium Night Light                | Jerry Garcia, Phil Lesh, Brent Mydland, Bob Weir                                                       | 5:28 |
| 10.   | Sparrow Hawk Row                     | Bob Bralove, Jerry Garcia, Dan Healy, Mickey Hart, Bill Kreutzmann, Phil Lesh, Brent Mydland, Bob Weir | 3:23 |
| 11.   | River of Nine Sorrows                | Bob Bralove, Mickey Hart, Bill Kreutzmann                                                              | 4:25 |
| 12.   | Apollo at the Ritz                   | Jerry Garcia, Mickey Hart, Bill Kreutzmann, Phil Lesh, Branford Marsalis, Brent Mydland, Bob Weir      | 8:15 |
| 58:18 |                                      | |      |

## Musiciens
- Jerry Garcia : guitare, synthétiseur, batterie
- Bob Weir : guitare, synthétiseur, marimba
- Phil Lesh : basse, synthétiseur
- Brent Mydland : claviers, tom-tom
- Vince Welnick : synthétiseur
- Bruce Hornsby : claviers
- Bill Kreutzmann : batterie
- Mickey Hart : batterie

- Deadheads : voix (1)
- Willie Green III : batterie (5)
- Dan Healy : traitement (10)
- Bob Bralove (en) : boîte à rythme (11)
- Branford Marsalis : saxophone (12)